# Jax Teller
Jackson Nathaniel Teller, dit Jax est un personnage de fiction créé par Kurt Sutter pour la série Sons of Anarchy. Il est joué par Charlie Hunnam. Jax est le Vice-Président du Sons of Anarchy Motorcycle Club, un gang de bikers basé à Charming, Californie. Il en devient le président à la fin de la saison quatre.

## Biographie fictive
Jackson "Jax" Nathaniel Teller est le fils de Gemma et de John Teller. Il est né le 9 avril 1978 et a grandi à Charming, ville fictive de Californie. Après la mort de son père au cours d'un accident de moto le 13 novembre 1993, sa mère se remarie avec son meilleur ami et Vice-Président du Sons of Anarchy Motorcycle Club Redwood Original (SAMCRO), Clay Morrow, qui devient par la suite Président. Son frère Thomas est mort d'une maladie cardiaque génétique héritée de sa mère à l’âge de 6 ans. Son ami d'enfance est Harry "Opie" Winston, qu'il considère comme son frère. Depuis le lycée, Jax est amoureux de Tara Knowles avec laquelle il a été condamné pour vol de voiture. Après son départ de Charming, Jax tente de l'oublier dans les bras d'autres femmes et finit par épouser Wendy Case par peur de la solitude. Tous deux ont divorcé à cause de la dépendance de celle-ci à la drogue. Après sa guérison, ils se remettent pendant un temps ensemble, au cours duquel Wendy tombe enceinte, mais finissent par se séparer à nouveau.
Âgé de 29 ans au début de la série, Jax est le Vice-Président de SAMCRO et travaille également comme mécanicien au sein du garage Teller-Morrow Automotive Repair. Il a déjà été condamné à une peine de prison pour contrebande et trafic d'armes. Il possède un certain nombre de tatouages dont le plus notable est l’emblème du club en forme de faucheuse sur son dos. Il arbore également un tatouage rendant hommage à son père sur son bras droit. À partir de la Saison 2, il a pour tatouage le nom de son fils Abel au niveau du cœur et dès la Saison 4, le nom de son second fils, Thomas, sur son avant-bras gauche. En tant que vice-président du club, l'insigne « V.Président » est brodé sur son blouson en cuir. L’écusson « Men of Mayhem » signifie quant à lui qu'il a effectué une peine de prison, tué quelqu'un ou été blessé pour le club. Jax porte un couteau de combat USMC KA-BAR, probablement hérité de son père. Il conduit une Harley-Davidson Dyna-Glide, plus spécifiquement une Super Glide Sport mais également un Dodge Ram 1500. Jackson "Jax" Teller utilise un PA Springfield Custom Professional 1911-A1 calibre .45 comme arme principale (alternant souvent avec un Glock 17 calibre 9 mm). 

### Deuxième saison
Dans le premier épisode de la Saison 2, Jax et Clay ont un tête-à-tête au sujet de la mort de Donna. La seule raison pour laquelle Jax ne dit pas à Opie la vérité est parce qu'il aime trop Opie et ne veut pas qu'il perde la seule famille qu'il lui reste - le club. Jax insiste pour aller avec Opie, Chibs et Tig pour assassiner un membre mayan, à qui SAMCRO fait porter la responsabilité du meurtre de Donna. Après que le mayan fut tué, Opie taille le symbole des Sons sur son ventre (donc les mayans sauront pourquoi l'homme a été tué). Jax dissimule le symbole en le criblant de balles et dispose le corps en territoire Mayan, pliant un doigt et levant les 9 autres pour faire croire que les Niners ont tué l'homme. Jax a rajouté un nouveau tatouage : le nom de son fils Abel sur son pectoral gauche. On le voit récupérant Tig, retenu par des chasseurs de primes avec Chibs, Happy, Mi-Couille et Piney. Il suppose qu'Ethan Zobelle et L.O.A.N. se battront dans une guerre sournoise contre SAMCRO et il est contre les plans de Clay de frapper à la tête (au responsable) d'Aryens. Jax critique de plus en plus les propos de Clay, et les deux s'éloignent de plus en plus.
Après que la L.O.A.N. ai incendié et complètement détruit les studios de Caracara, Jax soupçonne Clay, puisque ce dernier ne voulait plus du porno, surtout après que Luann fut assassiné. Cela conduit Jax à s'éloigner de plus en plus, et à demander son transfert chez les Nomads. Le vote est unanime et Jax enlève l'insigne de Vice Président et de "Redwood Original" pour valider son transfert chez les Nomads, mais après la révélation du viol de sa mère par les hommes du L.O.A.N., il revient sur sa décision, entre autres afin de pouvoir se venger, et plus spécifiquement d'A.J. Weston. Après la découverte du viol, Tig a dit à Opie la vérité sur la mort de Donna, Opie part précipitamment du garage pour rechercher Stahl. Jax suppose que Stahl enquête sur la L.O.A.N. En partant à sa recherche, Opie verra Chibs sortir d'une entrevue avec l'A.T.F.
Jax va suivre Zobelle, et apprendre que ce dernier traite avec les Mayans derrière le dos de Weston.
Dans l'épisode final de la saison 2, Jax se venge finalement d'A.J. Weston en le tuant dans les toilettes d'un salon de tatouage (alors qu'il était accompagné de son fils, ce dernier étant tout de même sorti avant l’exécution). Cependant, à la fin de l'épisode, Cameron Hayes, qui pense par erreur que Gemma a tué son fils, poignarde et tue Mi-Couilles et enlève le fils de Jax, Abel, et s'enfuit sur son bateau à moteur dans un endroit inconnu. Jax est désemparé et pleure sur les docks, tandis que Clay et les autres Sons le consolent, observant Hayes s'enfuir avec son fils.

### Troisième saison
Au début de la troisième saison nous voyons Jax assis devant le lit d’Abel, désespéré fumant sa cigarette, les autres membres arriveront chez lui et le transporteront à la douche. Jax,avant de s’envoler pour l’Irlande, semble passer un accord avec l’agent Stahl : l’immunité pour le club, pour sa mère (qui a été piégée par Stahl et qui a placé une prime sur sa tête) et une peine de prison réduite, en échange de Jimmy O’, membre de l’IRA, qui s’occupe de la distribution d’armes en Californie. Au milieu de la saison, ils iront en Irlande pour récupérer Abel. Ils seront accueillis par leur club qui comporte l’un des First 9, qui est le président de ce club, deux de ses membres, dont le président sont des traîtres, travaillant pour Jimmy Ophelan, traitre à la cause de l’IRA. SAMCRO va découvrir et tuer les traitres. De retour en Amérique, Jax découvre que sa femme Tara s’est fait enlever par Hector Salazar, président d’un club déchu. Jax, Bobby, Clay, Happy, Juice, Tig seront arrêtés pour trafic d'armes et complot.

### Quatrième saison
Au début de la quatrième saison nous voyons Jax et les autres membres sortir de prison. À la sortie les attendent Opie, Chibs et Piney. Thomas le deuxième fils de Jax est né pendant que son père était en prison, durant cette saison deux membres de Samcro vont mourir : l'un d'eux en marchant sur une mine, l'autre d'un coup de fusil dans la poitrine. Des lettres seront trouvées par Tara que le père de Jax aura laissées pour son fils disant toute la vérité sur Clay et la mère de Jax. Clay essayera d'enlever Tara pour qu’elle lui remette les lettres, avec l’aide du cartel. Lors d'une sortie familiale avec ses enfants et sa femme, Jax jouera de nouveau le super héros en sauvant sa femme d'un enlèvement, elle se fera également blesser à la main, ce qui fera basculer sa carrière de médecin. Durant les derniers épisodes de la série Piney aidera Tara avec les lettres, mais Clay les voudra et essaiera de forcer Piney à dire où elles sont, mais il gardera le silence avant que Clay lui tire une balle d'un fusil de chasse qui tuera Piney. Quand Unser et Gemma découvrent cela, ils essayeront de transformer cette scène en scène de bataille avec le cartel mexicain pour éviter que Clay se fasse tuer. Pendant ce temps le nouveau shérif essayera de savoir des choses sur le MC, il découvrira que le père de Juice est noir en le faisant passer pour une balance et en le faisant chanter Juice va commettre l’irréparable en volant une brique de coke, Miles le verra faire et tentera de l'en empêcher ; en se battant Juice sera blessé à la jambe et tirera sept balles dans la tête de Miles et dira que c’est lui qui a volé la brique de cocaïne. Au milieu de la saison, Gemma et Clay se battront et Gemma sera couverte de bleu sur son visage et Opie découvrira que Clay a tué son père, menacera Jax de le tuer et tirera dans un de ses pneus pour éviter qu’il ne le suive, Jax frappera un mec et piquera sa japonaise pour rattraper Opie mais en arrivant au club Opie a son arme pointée sur Clay et Jax a son arme pointée sur son meilleur ami. Finalement Opie tirera deux fois dans la poitrine de Clay et Jax tirera dans le poignet de Opie. Gemma racontera la vérité sur la mort de son père, Jax sera en rage et la seule chose qui évitera la mort de Clay est le deal avec les irlandais avec Gallan. A la fin de la saison, Jax deviendra président, Bobby sera son vice-président. La saison se termine avec Jax et Tara prenant la même pose que Gemma et John sur une photo prise il y a plus de 30 ans.

### Septième saison
Au début de la septième saison, Jax est en prison à Stockton à la suite de son arrestation au cours du final de la saison 6 et se voit contraint d'arracher deux dents et de graver une Svastika sur le torse d'un traître néo-nazi afin d'obtenir la protection de Ron Tully et de son gang aryen. Il reçoit par la suite la visite de Patterson qui lui annonce qu'il est libre, faute de preuve l'accusant de l'assassinat de Tara et tente de le convaincre de ne pas chercher à se venger. 
Ignorant toujours que sa propre mère, Gemma, est responsable du meurtre de sa femme, Jax se lance dans une croisade sanglante, avide de vengeance. Après que Gemma ait prétendu avoir vu deux hommes d'origine asiatique quitter le lieu du meurtre de Tara et du shérif Eli Roosevelt, Jax met en place une machination ayant pour but de faire tomber Henry Lin et sa triade en l'isolant, lui faisant perdre tout espoir et le tuant lentement. Lors d'une fête organisée dans le studio pornographique que possède SAMCRO, le Red Woody, Jax identifie le prétendu assassin de Tara, Chris Dunn, l’enlève et le torture à l'aide d'un marteau et de sel avant de le tuer d'une fourchette plantée dans la tête tout comme Tara. Cet événement marque le début de la déchéance de Jax, qui bascule de plus en plus dans la violence et la cruauté. Poursuivant sa vengeance, Jax intercepte une importante cargaison d'armes appartenant à Lin, tue un grand nombre de ses hommes et lui vole une grande quantité de drogue avec l'aide de Jury, président des Sons of Anarchy d'Indian Hills et de deux jeunes drogués. Jax décide alors de tuer ceux-ci et de cacher chez eux une partie de la drogue afin de les faire passer pour les vrais responsables aux yeux de Lin. Ce qu'il ignorait, c'est que l'un des deux toxicomanes est en réalité le fils caché de Jury, qui, en rendant visite à son fils, comprend immédiatement que SAMCRO est responsable en reconnaissant l'une des armes du club laissée sur place.
August Marks, quant à lui, voit d'un très mauvais œil cette guerre entre les Sons et les Chinois avec qui il est en affaire. Voulant éliminer tout obstacle entravant sa vengeance, Jax décide de s’éloigner de lui en accordant plus de pouvoir aux Niners, jusque-là sous les ordres de Marks. Pour cela, il leur cède une partie de l’héroïne volée à Lin et élimine leurs membres dissidents.
Malgré les efforts de Jax pour masquer ses actes, Lin parvient à récupérer ses armes en tuant West, nouveau membre de SAMCRO chargé de leur surveillance, et ordonne le massacre de l'ensemble des employés de Diosa, y compris Colette, puis lance une attaque à la grenade contre le magasin de glace des Sons. Jax éprouve alors des remords d'avoir causé la mort d'innocents lors de cette attaque et déduit qu'une personne doit avoir prévenu Lin du lieu où se trouvait les armes. Le club organise donc une rencontre avec Lin et son gang mais celui-ci parvient à faire avouer à Nero le plan de Jax, qui est de leur tendre un piège, en menaçant son fils handicapé. Cependant seul Jax et Chibs se rendent au rendez-vous et sont alors enlevés par Lin avant d’être libérés par une escouade de police apparemment venu arrêter la Triade chinoise. En réalité, ces policiers sont des hommes de Barosky, l’allié de Jax, qui lui permettent alors d'affronter Lin à mains nues. Devant l’inégalité du combat et son évidente victoire, Jax tente de faire avouer le meurtre de Tara à Lin qui nie en bloc. Les deux hommes sont alors interrompus par l’arrivée des shérifs de San Joaquin qui arrêtent Lin et ses hommes pour trafic d'armes et de drogues.
Au même moment, Juice, ayant trahi SAMCRO et aidé Gemma à masquer le meurtre de Tara, est en fuite par peur de représailles de son ancien club et de Jax qui le considère comme un traître. Avec l'aide de Gemma, il se cache dans l'appartement vide de Wendy et devient de plus en plus instable. Gemma comprend alors qu'il représente un danger car il est le seul à connaitre son secret et décide donc de l’éliminer. Juice parvient à lui échapper et tente d'obtenir la protection de Marcus Alvarez et de ses Mayans en leur révélant les secrets des Sons. Or Alvarez, qui est un allié de Jax, préfère livrer Juice aux Sons en échange de la responsabilité du trafic d'armes. Au lieu de l’éliminer pour sa traîtrise, Jax décide de s'en servir et le pousse à commettre un crime afin qu'il soit envoyé en prison tuer Lin. Juste avant de mourir, celui-ci révèle à Juice que Barosky est celui qui l'a mis au courant des actes de Jax.
Afin de faire tomber Marks, les Sons décident de protéger une femme et son fils pouvant témoigner de l'assassinat d'un pasteur. Ils cachent alors le cadavre de celui-ci sur un chantier de construction appartenant à Marks. En réponse, ce dernier engage un responsable de sécurité, Moses Cartwright, qui enlève Bobby, le torture et lui arrache un œil. Cartwright exige que le corps du pasteur lui soit rendu, que des vidéos pédophiles l'incriminant lui soit livrées ainsi que la mère et son fils. Jax tente alors de négocier afin de les protéger, ce qui ne fait qu'aggraver les choses pour Bobby. Jax finit par accepter mais ne livre en réalité qu'une "partie" du corps, à savoir les bras et les jambes recousus sur un tronc différent. Lors de l’échange, Marks met en joue Jax, le menace et abat Bobby d'une balle dans la tête.
Afin de se venger, les Sons indiquent au shérif Jarry le lieu où sont enterrés les restes du cadavre du pasteur, ce qui aboutit à l'arrestation de Marks. En représailles, Moses capture Ratboy et T.O, leader des Grim Bastards, afin de leur faire avouer l'endroit où se cache la mère et son fils, qui représentent la principale menace de condamnation pour Marks. Après avoir obtenu une adresse, Moses et ses hommes s'y rendent et tombent dans une embuscade tendue par les Sons ainsi que des néo-nazis proches de Ron Tully. Jax arrache l’œil de Moses à mains nues afin de venger Bobby et le tue d'une balle dans la tête.
Les Sons découvrent alors que le toxicomane qu'ils ont tué était en réalité le fils de Jury, qu'ils soupçonnent alors d’être le traître les ayant vendus à Lin, sans savoir qu'il s'agit en réalité de Barosky. Lors d'une rencontre, Jax et Jury s'isolent et en viennent à se battre, Jax l'accusant de traîtrise tandis que Jury pense que Jax mène les Sons à leur perte. Après avoir pris le dessus, Jax abat Jury alors que celui-ci est à terre et, convaincu qu'il est bel et bien la taupe, assure aux membres du club qu'il a tout avoué avant de mourir. Cependant le vice-président de Jury ne croit pas Jax et le menace d'en avertir les autres chapitres du club.
Au même moment, Abel, au courant que Gemma a tué sa mère, semble extrêmement perturbé et s'automutile. Les services sociaux préviennent donc Jax qui pousse son fils à lui expliquer la raison. Abel accuse alors Gemma, choquant ainsi Jax qui décide de s'occuper de son fils avec l'aide de Wendy. Afin d'aider son fils à surmonter la mort de Tara, Jax lui révèle que Wendy est sa mère biologique et qu'elle est donc sa "seconde" maman. Abel demande alors à son père si Gemma a tué Tara pour laisser la place à Wendy, révélant ainsi à Jax la vérité sur la mort de sa femme.
Jax, profondément tourmenté par les paroles de son fils, décide d'en savoir plus auprès d'Unser qui lui révèle que Chris Dunn, l'assassin supposé de Tara, était en réalité à Las Vegas la nuit du meurtre, comme le prouve son arrestation pour conduite en état d'ivresse. Jax en vient à douter de Gemma et apprend qu'elle était en compagnie de Juice ce soir-là. Il se rend alors en prison afin de parler à Juice, devenu objet sexuel de Ron Tully, et apprend avec horreur la vérité sur la mort de sa femme et la traîtrise de Barosky. En partant, il avoue à Juice avoir ordonné son assassinat et lui promet une mort rapide.
Fou de rage, Jax tente de retrouver Gemma en questionnant Unser qui garde le silence. Jax frappe ce dernier d'un coup de poing dans la mâchoire et ordonne aux Sons de mettre la main sur Gemma. Celle-ci, ayant appris par Juice que son fils connait la vérité, s'enfuit avec l'aide de Chucky et retrouve Nero qui est mis au courant par Jax des actes de Gemma. Unser place alors un mandat d’arrêt à l'encontre de Jax, l’empêchant ainsi de poursuivre sa mère et l'obligeant à se réfugier au sein du club-house des Mayans ou il révèle la vérité aux membres de SAMCRO.
Conscient d'avoir trahi son club en tuant Jury, Jax rassemble les Présidents des différents chapitres des Sons of Anarchy et leur avoue son crime. En conséquence, ceux-ci exigent un vote "Mayhem", dit "de la Faucheuse", afin de décider si Jax doit vivre ou mourir. Jax vote en faveur de sa mort mais requiert un changement de règle afin de pouvoir accepter comme membre des personnes noires.
Jax apprend alors par Wendy que Gemma rend visite à son père dans l'Oregon et part la retrouver. Unser, ayant également connaissance du lieu où se trouve Gemma, tente de lui venir en aide en l’arrêtant afin de la protéger du courroux de son fils mais est froidement tué par Jax après avoir refusé de les laisser seuls. En tenant en joue Gemma, Jax hésite, conscient qu'il s’apprête à tuer sa propre mère. Cependant Gemma l'encourage, disant "Fais-le, c'est ce que nous sommes". Après l'avoir tuée d'une balle dans la tête, Jax rentre chez lui totalement perdu, jette ses chaussures Nike couvertes de sang et fini par coucher avec Wendy.
Au cours du dernier épisode, Jax se réveille auprès de Wendy et part brûler le manuscrit de son père ainsi que les journaux qu'il rédigeait depuis 7 années dans lesquels il tentait d'expliquer la vie qu'il menait à ses fils. Il se rend ensuite sur la tombe d'Opie auquel il dit adieu en y abandonnant sa bague "SONS". Pour la première fois, Jax se rend également sur la tombe de Tara, qu'il embrasse et sur laquelle il dépose son alliance. Après avoir voté l’adhésion de T.O au SAMCRO en tant que premier membre noir, Jax convainc Chibs et les autres membres de suivre ses instructions quant au vote "Mayhem", ce qu'ils acceptent à contrecœur par respect pour lui. Les Sons votent ainsi à l’unanimité pour la mise à mort de leur Président.
Jax décide alors d'organiser le trafic d'armes autour de Connor et des Mayans en abattant le Roi Irlandais Roarke et ses hommes. De retour au garage, Jax explique à Nero qu'il lui confie sa famille et lègue à Wendy tous ses biens à condition qu'elle quitte Charming pour toujours et qu'elle parle de lui comme d'un monstre à ses fils. Il cède également Diosa au club et avoue le meurtre de Gemma à Nero.
Jax rend alors visite à Patterson et lui révèle la vérité sur le meurtre de Tara et de Roosevelt. Il lui assure que la violence à laquelle Charming est soumise depuis des mois s’arrête aujourd'hui et que les méchants s’apprêtent à perdre. Il lui donne également l'adresse ou se trouve Gemma et Unser.
Son réel objectif est de faire justice lui-même en abattant Barosky qui a trahi le club en les vendant à Lin. Il se rend également à la sortie du tribunal où il abat August Marks. 
Jax nomme alors Chibs président de SAMCRO, qui fait de Tig son vice-président. Au lieu de tuer Jax d'une balle comme l'exige la loi des Sons, Chibs tire sur Happy, faisant ainsi croire à son évasion. Jax fait ses adieux aux membres du club et monte sur la moto de son père en leur disant "Tout va bien", les mêmes mots qu'Opie avant de mourir. Jax part alors en direction de la route I-580, celle-là même sur laquelle son père est mort, où il avoue que ses actes avaient pour but de protéger ses fils et de les éloigner de cette vie de chaos. Poursuivi par la police en raison des meurtres qu'il a commis, Jax démarre en abandonnant son casque et ses lunettes, lançant ainsi une course-poursuite contre lui. Totalement serein, il roule jusqu'à croiser un camion qu'il percute volontairement de plein fouet. L’épisode se termine sur les voitures de police s’arrêtant, alors que le sang de Jax se répand sur la chaussée.